# Winfried Menrad
Winfried Menrad (10 de fevereiro de 1939 - 26 de agosto de 2016) foi um político alemão. Membro da União Democrática-Cristã, Menrad serviu no Parlamento Europeu de 1989 a 2004.